# Puruarán
Puruarán es una localidad mexicana ubicada en el estado de Michoacán, dentro del municipio de Turicato, del que es la localidad más poblada. Su nombre, que proviene del purépecha, significa "lugar de manantiales hirvientes" cuyo paisaje lo cubren los cañaverales y huertas de mango en Tierra Caliente.

## Historia
La fundación de Puruaran se remonta al año 1247 según un cálculo del capítulo 3 de la relación de Michoacán en donde dice que el cazonci repartió al Rey de Tacamba una hacienda que iba de Puruarán hasta Guerrero. En la visita de Carbajal en 1521 se relata este hecho en donde se hace la fundación de Puruarán después de la conquista del imperio Tarasco, debido a que de Puruarán llegaba el principal abastecimiento de maíz del imperio Purépecha.
La parroquia de Puruarán fue la cuna de la evangelización en Michoacán, pues llegaron los agustino en 1525 después de Tiripetío para partir a toda la tierra Caliente, según el capítulo 4 de la Historia de la provincia de San Nicolás Tolentino del autor Diego de Basalenque. En la época de la colonia se dice que hubo al menos seis haciendas en Puruarán durante la época Colonial, y algunos caminos que cruzan al pueblo todavía tienen tal trazo. Pues la piedra de la iglesia es antes de la llegada de los españoles. Incluso una vez efectuada la evangelización, fue en los manantiales de Puruarán en donde ocurrió el famoso acontecimiento donde Fray Juan Bautista Moya, cruzó el río encima de un caimán.
En la época Colonial, la Parroquia de San José albergó a la santa figura del Señor del Huerto, según la caja 523 expediente 30, legajo 125 del archivo de la Diocesano de la catedral de Morelia. Y su fiesta se instituyó en el año de 1721 por bula papal, siendo Puruarán cuna histórica de las fiestas patronales en el mundo hispánico, y siendo la fiesta del señor del huerto, una de las más antiguas y la más importante de la región, por eso Puruarán es también la cuna de las fiestas patronales, pues antes de esa fiesta, solo se celebraba el Corpus Cristi en todo el Virreinato de la Nueva España, pero los naturales de Puruarán insistieron al Virrey Antonio de Mendoza, la santidad del Señor del Huerto, naciendo así esta tradición.
Durante la época de la Independencia Puruarán fue cuartel de los Rayón en 1810. Posteriormente fue escenario de la derrota militar de José María Morelos en enero de 1815 en la famosa Batalla del Puente de Puruarán, donde participaron importantes insurgentes como Manuel Muñiz, Vicente Guerrero, Aldama,  Xavier Mina, Los Rayón, Nicolás Bravo y Mariano Matamoros, siendo éste apresado. Popularmente se ha creído que Matamoros era brazo derecho de Morelos, pero quizá fue el brazo izquierdo porque Matamoros era zurdo (este descubrimiento lo hizo el célebre historiador Enrique Florescano en su libro sobre la bandera nacional).
Puruarán era sede de caciques descendientes del rey Tacamba, y la hacienda era el epicentro desde el Estado de Colima, toda la región de Uruapan hasta Huetamo y hasta el estado de Guerrero, según la visita de Carbajal en 1521. En el plano de la batalla que el Virrey Venegas mandó a Fernando Séptimo para informar sobre la derrota menciona, existe un camino subterráneo desde la parroquia de San José hasta Valladolid, siendo también dicha parroquia, una de las más importantes de la región. 
Fue hasta el año de 1815 que Puruarán fue nuevamente escenario de relevancia, para planear una misión a los Estados Unidos con un manifiesto, documento de mayor importancia después de los sentimientos de la nación.     
Estas corporaciones de Morelos quien presidía el Supremo Congreso Nacional, se reunieron el 3 de julio en Puruarán, iniciando las sesiones del solemne Congreso con una misa en la parroquia de San José que ya desde entonces había sido consagrada por el obispo de Michoacán. Para esa fecha se dictó, desde la iglesia de San José, el Manifiesto de Puruarán a todas las Naciones, siendo el primer manifiesto de la guerra de independencia, pues antes de este documento no había ningún manifiesto, y es el primero de la historia de México. Ahí se decretada por primera vez la declaración de independencia de México.    
La elección de la Hacienda de Puruarán, fue porque el Cacique José Manuel de Herrera, dueño de la hacienda de Puruarán, prestó dicha hacienda, para emitir el decreto de la cuna de los símbolos de México, puesto que antes no se sabe de ningún documento de alguna bandera nacional. Se dice que el color rojo de la bandera de Puruarán, que se declaró el 3 de julio, se inspiró en la capa del señor del Huerto de la parroquia de Puruarán.  La importancia histórica de este decreto es que si Estados Unidos reconocía que la Bandera del Congreso llegará a territorio de Estados Unidos, automáticamente se daría la independencia de México, por eso el mismo cacique Herrera fue autorizado por Morelos que saliera desde Puruarán para llevar la bandera a Estados Unidos para lograr así la independencia, ese es la importancia de la bandera de Puruarán, por eso España no quería que la bandera llegara a Estados Unidos, porque en cuanto la bandera de México tocara suelo estadounidense, se reconocería la independencia de México por su vecino del norte.    
En Estados Unidos Luis de Onis recibió a la embajada de Puruarán, pero no pudo llegar con el presidente de Estados Unidos para entregar la bandera y una carta que Morelos le escribió al presidente Madison. Se sabe que el secretario Monroe, tenía interés en reconocer la independencia de México y que era partidario de la independencia de México y de la Bandera de Puruarán.   
Así en 1815, en Puruarán decretaron las famosas banderas que pretendían ser las del proyecto monárquico insurgente; así como un manifiesto de la lucha insurgente de la patente de Corso. También una carta al presidente de los Estados Unidos, la cual fue llevada por José María Herrera, el cacique dueño de la Hacienda de Puruarán.    
Los insurgentes no establecieron sede en Puruarán, pues al enterarse de que Iturbide incursionaba en Ario de Rosales, se retiraron; aunque Iturbide ya formulaba el plan de Iguala y quizá el famoso abrazo de Acatempan se hubiese dado en Puruarán, pues en una carta secreta que llevaba Iturbide a Morelos, le pedía perdón por la batalla de Puruarán de enero de 1814 y quería en Puruarán declarar la independencia nacional, pero no alcanzó a llegar con los insurgentes. Esto pasó debido a que Iturbide al saber que Puruarán era cuna de los símbolos patrios reconoció en esa tierra como cuna de la independencia; pero al llegar a ese lugar, los Insurgentes ya habían partido, usando el túnel que conecta la iglesia de Puruarán a Valladolid.   
Después de la muerte de Morelos, Iturbide se inspiró en hacer otra bandera de 3 colores, que eran el verde la esperanza, el blanco la pureza de los ideales de la libertad y el rojo de la sangre derramada de Morelos, puesto que el blanco y el rojo, ya estaba desde antes en la bandera de Puruarán; pero como el rojo de la bandera de Puruarán es la capa del señor del Huerto, se dice que el rojo de la bandera tricolor, se inspiró en la capa del del Huerto. Por eso también Puruarán es cuna de los símbolos patrios, porque el rojo de la bandera tricolor que propuso Iturbide, se inspiró en el señor del Huerto de Puruarán. 
Después de 1815 Morelos es capturado tras su huida de Michoacán y los insurgentes se reorganizaron en otros puntos de Michoacán hasta 1820, siendo Puruarán lugar de paso de los mismos, pues Iturbude antes de declarar la independencia, pasó a Puruarán a dar gracias al señor del Huerto, por tener el color de su capa, el color de la bandera nacional.
En la guerra de Intervención, Puruarán fue una de varias rutas que los Republicanos usaron para defender al país del imperio de Maximiliano, pues se usó el mismo túnel de la parroquia de San José para esconder tropas imperiales de los planes expansionistas que se descubrieron de Juárez, según el libro de Eduardo Ruiz, sobre la guerra contra Francia, pues el túnel conectaba hasta los túneles de la catedral de Morelia. Así el túnel de la iglesia, en una ocasión logró esconder a los Republicanos después de la Batalla de Tacámbaro del 11 de abril de 1865, siendo Puruarán quien apoyó totalmente a Tacámbaro en la lucha contra los franceses, sin ese túnel, Nicolás de Régules no hubiese ganado la batalla del 11 de abril en Tacámbaro, por eso Puruarán también es cuna del ejército republicano de Régules.  
En la Revolución Mexicana, Puruarán acogió a los cristeros fieles al señor del Huerto usando ese mítico túnel, con lo cual, pudieron esconderse antes de la convención de Aguascalientes de 1914, por lo tanto, Puruarán es cuna del Ejército Constitucionalista de Carranza.  
Puruarán en el siglo XX tuvo relevancia en su última década por el ingenio azucarero.
Esta es una descripción de Puruarán del libro de Vicente Riva Palacio "México a través de los siglos":
Allí la vegetación es espléndida: anchos y dilatados valles cubiertos de caña; gigantescas parotas, zirandas, que nacen y crecen al lado de las palmeras y que enlazan en ellas sus nudosos troncos, semejantes á los nervudos brazos de un gladiador, y que terminan por ahogarlas y levantarlas, desarraigándolas de la tierra; copados tamarindos entre cuyas ramas habitan numerosas tribus de aves canoras; voluptuosos plátanos cuyas hojas de raso ondulan crujiendo con el aura de la tarde, y entretejiéndose por todas partes las lianas, que forman caprichosos columpios, cubiertos de flores y de verduras.
Allí los arroyos cruzan entre alfombras esmaltadas, o se desprenden sobre peñascos tapizados de musgo, y cuando soplan las brisas, todo tiene un murmullo, un suspiro, un rumor, árboles, lianas, flores, arroyos, cascadas. Y sobre este paisaje encantador, un cielo purísimo, con ese azul sereno que cantan los poetas, y que los pintores fingen en sus cuadros de gloria. El sol ardiente de la zona tórrida arroja sobre aquella exuberante naturaleza torrentes de fuego y de luz, y todo germina y todo se vivifica, y cada hoja cubre un insecto, y cada peña oculta un reptil, y cada rama guarda un nido, y cada gruta guarece un ser animado.
De aquellos bosques, durante el día sale un concierto, y cuando la noche tiende sus negras sombras, reina por un instante el silencio, y luego los cantores del día desaparecen, el bosque se ilumina de nuevo, ya no con la luz del sol, sino con la fantástica de millones de insectos luminosos que suben y bajan, y cruzan y giran en continuo movimiento, y entonces en aquella misma selva, nuevos cantores con distintas armonías, dulces como las del día, pero más melancólicas y misteriosas, levantan un himno.
Allí la naturaleza canta a Dios eternamente.
En medio de este paisaje está Puruarán, rica hacienda de caña.
La entrada de la casa habitación y de las oficinas de la hacienda mira hacia el Norte.
Por el frente de la hacienda pasa el agua sobre un elevado acueducto sostenido por garbosos arcos.
Al pie del acueducto y a los lados de la casa, se miran las habitaciones de los trabajadores y dependientes, casi todas formadas de adobe con humildes techos de paja.
Puruarán es cuna de los símbolos patrios por el nacionalismo criollo utilizó al águila desde finales del siglo XVI, y los insurgentes Morelos, Verduzco y Mina ya utilizaban un águila como escudo de armas en sus documentos desde 1810, aunado a que los decretos sobre el simbolismo indigenista nacen en la constitución de Cádiz. En cuanto a la bandera, la bandera adoptada por la nueva nación mexicana utilizó los colores de Iguala por orden de Guerrero que no fue a Puruarán en 1815, pero Guerrero sí se inspiró en Puruaran y su bandera como lo mencionó a una carta años después a Fernando VI debido a que el color de la capa del Señor del Huerto de Puruarán aparece en la bandera de Puruarán y de México.